# 神垕镇
神垕镇是中国河南省禹州市下辖的一个镇，位于河南省中部，禹州市西南30公里处伏牛山的余脉箕山东南部边缘地带，中国钧瓷从这里发源，被称为『中国钧瓷之都』，2005年11月12日被建设部、国家文物局共同命名为第二批中国历史文化名镇。2016年10月，入选住建部评选的第一批“中国特色小镇”。同时是国家小城镇建设重点镇、中国钧瓷之都。2019年被评为中国文化百强镇。

## 历史
- 唐代钧瓷在这里诞生，神垕逐步发展成为陶瓷要地。
- 宋朝时称神垕店，北宋徽宗年间，这里生产的钧瓷被定为“宫廷御用珍品”。
- 明代称神垕镇，属鸿畅都。
- 清代时属文风里。

## 行政区划
神垕镇下辖8个居委会，12个行政村，147个自然村。
北大社区、东大社区、南大社区、西大社区、红石桥社区、关爷庙社区、翟村社区、清岗涧社区、白家沟村、驻驾山村、梁桥村、罗王村、边沟村、苗家湾村、郗庄村、温堂村、杨岭村、槐树湾村、白峪村和于沟村。

## 自然地理
神垕镇处于伏牛山余脉的分水岭地带，是伏牛山系向平原地带过渡的低山丘陵区域。被群山环抱，东部有角子山、凤翅山，西部有牛头山、凤阳山，南部有大刘山，北有云盖山，中部的呈东西走向的干明山把全镇分成两个狭窄的盆地。
境内主要河流有肖河、小青河，为季节性河流，属于淮河水系，肖河又名驺虞河，在神垕境内流长7公里，在镇东南部流入郏县。小青河发源于牛头山下的青龙潭，境内流长4公里，经鸿畅北部流入蓝河。
神垕气候属暖温带季风气候区，年平均气温14.4度，年平均降雨量705.3mm。 

## 旅游
神垕古镇区保留有较为完整的明清古街。
神垕老街的建筑包括有宗教建筑、民居建筑、特色市场和店铺等。其中，主要宗教建筑有伯灵翁庙、关帝庙、文庙、老君庙、白衣堂、老君庙等；主要明清民居有郗家院、白家院、温家院、霍家院、王家院、辛家院等。此外，还有钧瓷一条街、古玩市场、望嵩门、驺虞桥、天保寨、邓禹寨等其他建筑或设施。
主要文物古迹有钧窑遗址、祖师庙、灵泉寺白果树。